# Cmentarz żydowski w Murowanej Goślinie
Cmentarz żydowski w Murowanej Goślinie – kirkut mieścił się przy ul. Mściszewskiej. Powstał w XVIII stuleciu. W czasie okupacji został zdewastowany przez hitlerowców. Miał powierzchnię 0,41 ha. Nie zachowały się żadne nagrobki. Obecnie na terenie dawnej nekropolii mieści się Gimnazjum nr 1. Kirkut upamiętnia kamienny pomnik.